# Garadsischtscha
Garadsischtscha (auch: Haradzišča; belarussisch Гарадзішча; russisch Городище) ist ein Dorf mit 1.664 Bauernhöfen in Selsawjet Garadsischtscha, Rajon Pinsk, Breszkaja Woblasz, Belarus. Die Bevölkerung des Dorfes ist primär im Tomatenanbau tätig, wofür die Ortschaft im Volksmund als "Tomatenhauptstadt" der Pinsker Region bezeichnet wird. Das Dorf liegt zwischen dem Garadsischtschenskaje und dem Swjatojesee.